# Phó thống đốc

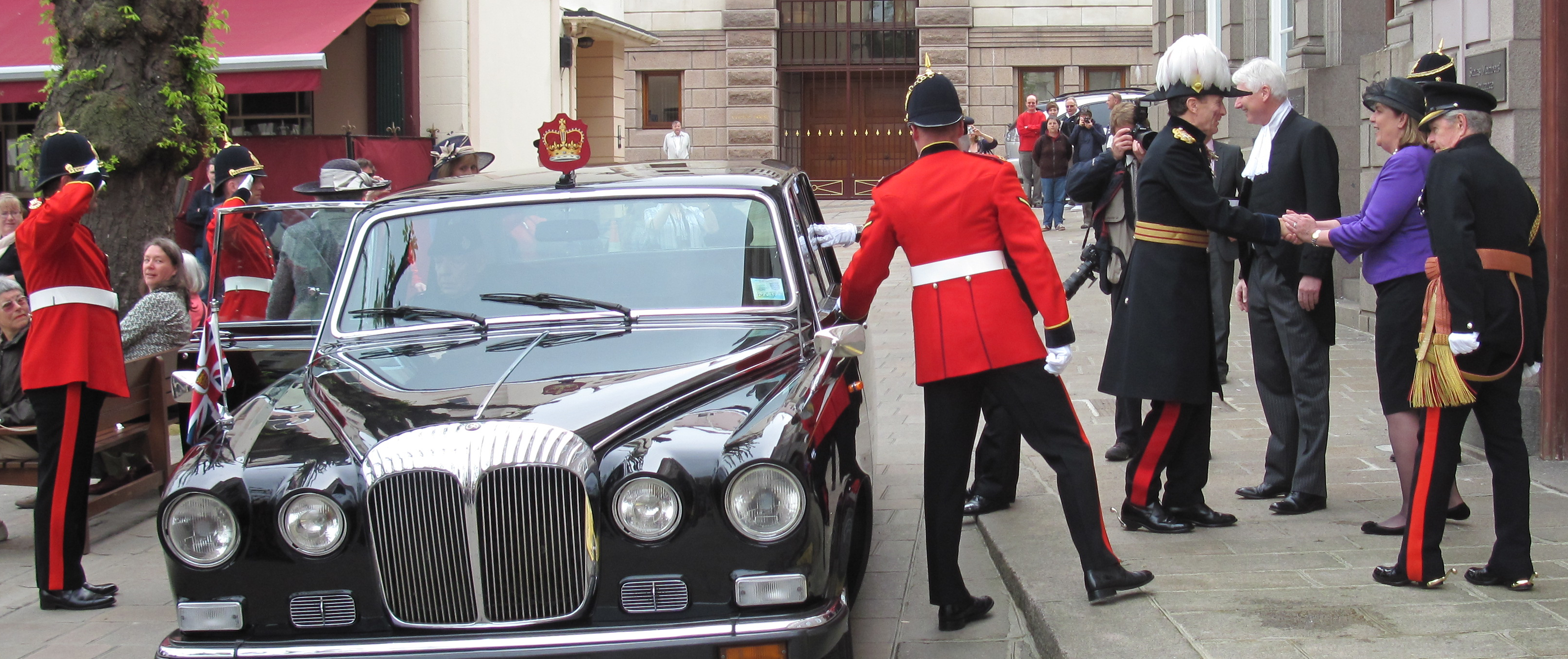
Sir John Chalmers McColl Lieutenant Governor của Địa hạt Jersey

Phó thống đốc (tiếng Anh: Lieutenant governor, Lieutenant-governor, or Vice governor) là một quan chức cấp cao của nhà nước, có vai trò và cấp bậc chính xác khác nhau tùy theo khu vực tài phán. Thông thường, một Lieutenant governor là cấp phó, hoặc "Lieutenant", hoặc được xếp dưới một thống đốc - một "chỉ huy thứ hai", giống như phó thống đốc (Deputy governor). Tại các tỉnh của Canada và vùng Caribe thuộc Hà Lan, phó thống đốc là đại diện của quốc vương tại khu vực tài phán đó, và do đó có cấp bậc cao hơn người đứng đầu chính phủ, giữ vị trí như một nguyên thủ quốc gia, nhưng vì các mục đích thực tế hầu như không có quyền lực.
Tại các Lãnh địa vương quyền của Vương quốc Anh, phó thống đốc được bổ nhiệm bởi quân chủ Anh và là đại diện của vương quyền tại các lãnh thổ này, họ nắm vai trò như là một nguyên thủ quốc gia thực sự. 
Ở Ấn Độ, các phó thống đốc phụ trách các đơn vị hành chính đặc biệt ở quốc gia đó.
Tại Hoa Kỳ, phó thống đốc thường là chỉ huy thứ hai sau thống đốc bang, và quyền lực thực tế do phó thống đốc nắm giữ rất khác nhau giữa các bang. Phó thống đốc thường là người đầu tiên trong hàng kế vị thống đốc và đóng vai trò là thống đốc khi thống đốc đương nhiệm rời bang hoặc không thể phục vụ vì sức khoẻ. Ngoài ra, phó thống đốc thường là chủ tịch của thượng viện tiểu bang.
Ở Argentina, các Lieutenant governor được gọi là "phó thống đốc" và được mô phỏng theo các phó thống đốc của Hoa Kỳ, vì với tư cách là người đồng cấp của họ ở Hoa Kỳ, các phó thống đốc là người chỉ huy thứ hai sau một thống đốc tỉnh và là người đầu tiên trong hàng ngũ kế vị thống đốc. Ngoài ra, phó thống đốc thường đóng vai trò là chủ tịch của thượng viện cấp tỉnh (hoặc cơ quan lập pháp cấp tỉnh ở các tỉnh đơn viện).